# Dranser See
Der Dranser See ist ein Gewässer in Schweinrich, einem Ortsteil der Stadt Wittstock/Dosse im Landkreis Ostprignitz-Ruppin im Land Brandenburg.

## Lage
Das Gewässer liegt südöstlich der Stadt auf der Gemarkung von Schweinrich. Dort verläuft südlich die Landstraße 15 in West-Ost-Richtung. Zusammen mit dem Kleinen und dem Großen Baalsee ist dies der nordwestliche Rand des Naturparks Stechlin-Ruppiner Land. Nordwestlich liegt der namensgebende Ortsteil Dranse, der ebenfalls zu Wittstock/Dosse gehört. Der überwiegende Teil des Sees liegt in bewaldetem Gebiet, lediglich in Schweinrich grenzt eine Wohnbebauung an das Gewässer an. Der See hat eine Fläche von rund 133 ha. Im südwestlichen Bereich befindet sich mit dem Oberen Müritzsee der einzige namentlich benannte Zufluss des Gewässers. Das Land Brandenburg führt in seinem Gewässerprofil als einzigen Zufluss jedoch den Sieggraben auf. Mehrheitlich wird der See aus Grundwasser gespeist. Vier weitere, unbenannte Gräben entwässern von Schweinrich aus in den See, zwei weitere im östlichen Bereich. Der Obere Müritzsee stellt im Norden den einzigen Abfluss in den nördlich gelegenen Griebsee dar.

## Mahnsäule FREIe HEIDe

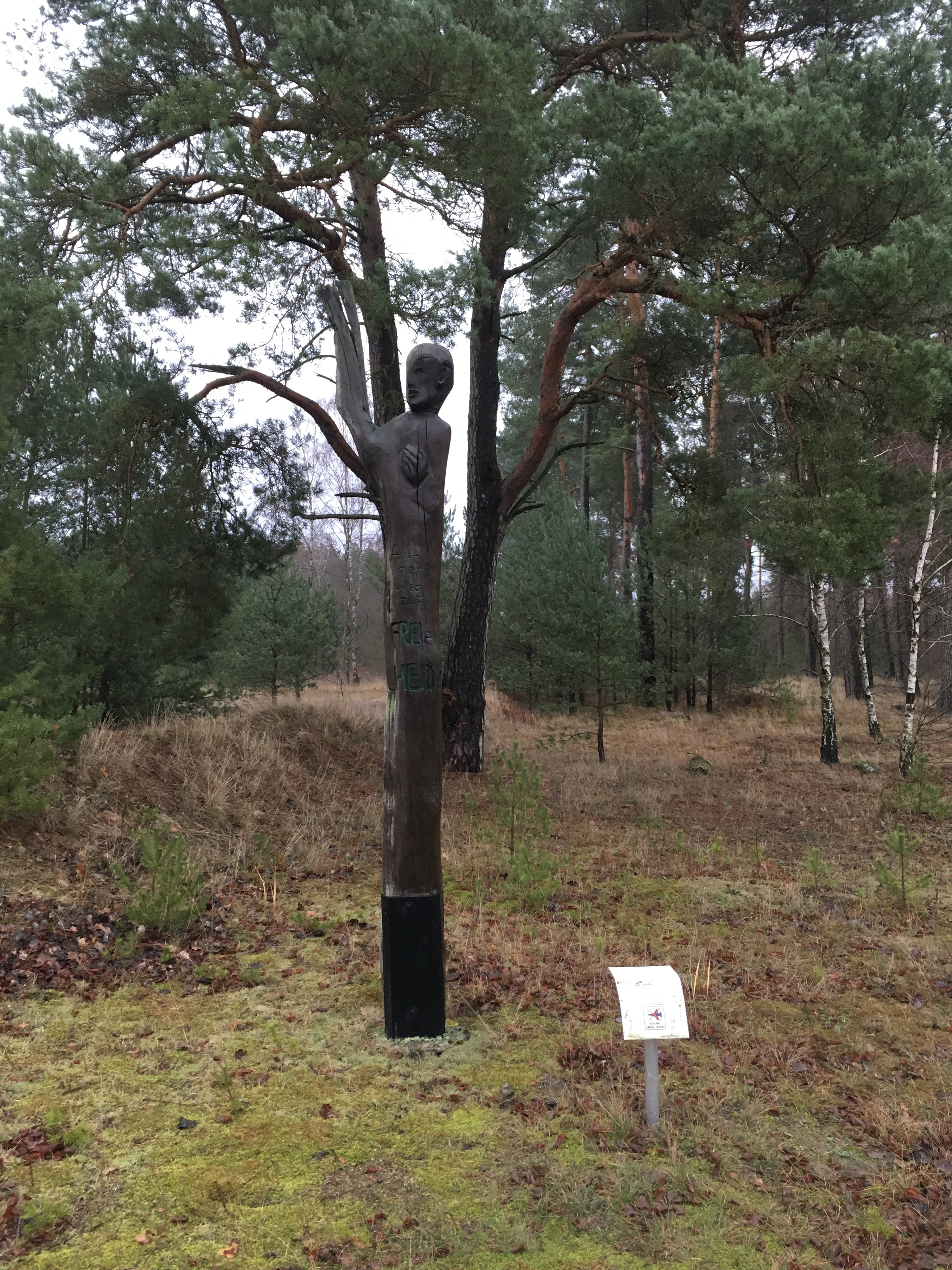
Mahnsäule von Dicks

Das Gebiet war in den 2000er Jahren Schauplatz um die Nutzung des Truppenübungsplatzes Wittstock. In dieser Zeit organisierte die Initiative FREIe HEIDe zahlreiche Ostermärsche, die unter anderem auch um den See führten. Zur Erinnerung an den 90. Protestmarsch steht seit Juli 2004 am nordwestlichen Ufer eine Mahnsäule des deutschen Grafikers Wolfgang Dicks aus Rägelin.

## Ökologische Bewertung und Touristische Nutzung
Die Badewasserqualität wurde vom Land Brandenburg in den Jahren 2009 bis 2017 durchgängig als „ausgezeichnet“ bewertet, die ökologische Zustandsklasse als „mäßig“. Da im Einzugsgebiet nur rund 9 % der Fläche landwirtschaftlich genutzt werden, ist der See vergleichsweise nährstoffarm. Hinzu kommt der Schutz durch das nördlich gelegene FFH-Gebiet sowie die großen Waldflächen. Das Landesamt für Umwelt überwacht im Zuge eines Langzeitmonitoringprogramms den See. Es hat im Sommer Sichttiefen von 1,8 bis zu 3,0 m festgestellt; wenn auch Anzeichen für eine leichte Überdüngung.
Am südwestlichen Ufer ist ein Naturcampingplatz. Der See wird von Anglern, Paddlern, Ruderern und der Berufsfischerei genutzt, die dort Aale, Echte Barsche, Hecht, Karpfen, Rotaugen, Rotfeder und Zander fangen. Auf Grund der vergleichsweise guten Wasserqualität ist der See weiterhin bei Tauchern beliebt. Ein 10,5 km langer Rundwanderweg führt von Dranse aus um den See.